# Grenåen
Grenåen är ett vattendrag i östra delen av Jylland, Danmark. Vattendraget rinner igenom Grenå och mynnar i Kattegatt. 

## Historia
Vattendraget förekommer först i de skriftliga källorna som Dyursa från omkring år 1200. Namnet är kopplat till att många djur höll till i närheten av ån. Det har i sin tur gett namn till Djursland. Vattendraget gick ursprungligen från sjön Kolindsund, fram tills att den torrlades 1872.